# Stephen Herek
Stephen Herek est un réalisateur, scénariste et producteur de cinéma américain, né le 10 novembre 1958 à San Antonio, au Texas.

## Filmographie

### Comme réalisateur
- 1986 : Critters
- 1989 : L'Excellente Aventure de Bill et Ted (Bill & Ted's Excellent Adventure)
- 1989 : L'Enfant au pouvoir merveilleux (The Gifted One) (téléfilm)
- 1991 : Panique chez les Crandell (Don't Tell Mom the Babysitter's Dead)
- 1992 : Les Petits Champions (The Mighty Ducks)
- 1993 : Les Trois Mousquetaires (The Three Musketeers)
- 1995 : Professeur Holland (Mr. Holland's Opus)
- 1996 : Les 101 Dalmatiens (101 Dalmatians)
- 1998 : Mister G. (Holy Man)
- 2001 : Rock Star
- 2002 : 7 jours et une vie (Life or Something Like It)
- 2003 : Young MacGyver (téléfilm)
- 2005 : Garde rapprochée (Man of the House)
- 2008 : Picture This (vidéo)
- 2009 : Dead Like Me: Life After Death (vidéo)
- 2009 : Bleu d'enfer 2 : Le Récif (Into the Blue 2: The Reef) (vidéo)
- 2010 : Duo de glace, duo de feu (The Cutting Edge: Fire & Ice) (téléfilm)
- 2011 : Le Chaperon (The Chaperone)
- 2015 : La Fabuleuse Gilly Hopkins
- 2019 : D'un Noël à l'autre (Same Time, Next Christmas) (téléfilm)
- 2021 : Un after mortel (Afterlife of the Party)
- 2023 : Chien perdu (Dog Gone)
- 2024 : Our Little Secret (Netflix)

### Comme producteur
- 1998 : Mister G. (Holy Man)

### Comme scénariste
- 1986 : Critters